# 丹彪扎亞鎮區
丹彪扎亞鎮區為緬甸孟邦毛淡棉縣的鎮區。2014年人口170,536人，區域面積771.26平方公里。該鎮區轄下50個村莊。丹彪扎亞為該鎮區首府。